# Коконое

33°13′42″ пн. ш. 131°11′20″ сх. д. / 33.22833° пн. ш. 131.18889° сх. д.
Коконое (яп. 九重町) — містечко в Японії, в повіті Кусу префектури Ойта.